# Холмс, Лерой
Элвин Лерой Холмс (англ. Leroy Holmes; 22 сентября 1913, Питтсбург, Пенсильвания — 27 июля 1986, медицинский центр Седарс-Синай, Калифорния) — американский автор песен, композитор, аранжировщик, дирижёр и музыкальный продюсер .

## Биография
Окончил среднюю школу в Голливуде, изучал музыкальное искусство в Северо-Западном университете в Эванстоне, штат Иллинойс, и в Джульярдской школе в Нью-Йорке, а затем работал с рядом руководителей оркестров в 1930-х и начале 1940-х годов. Среди них были Эрнст Тох, Винсент Лопес и Гарри Джеймс, для группы которого он написал песню The Mole.
После службы лётчиком и полётным инструктором демобилизовался в звании лейтенанта ВМС США во время Второй мировой войны, переехал в Голливуд, где был нанят MGM Music Studios в качестве штатного аранжировщика и дирижёра. В 1950 году он переехал в Нью-Йорк и продолжил работать продюсером звукозаписи на MGM, а затем перешёл в United Artists. Во время работы в MGM он аккомпанировал многочисленным вокалистам, включая Джуди Гарланд, а в 1954 году сделал, возможно, свою самую известную запись — версию темы к фильму «Великий и могучий». Она была продана тиражом более миллиона экземпляров и была награждена золотым диском. Песня известна своим характерным сопровождающим свистом, который был предоставлен Фредом Лоури. Холмс сделал оркестровку для эпического хита Томми Эдвардса 1958 года «It’s All In The Game» и попробовал для себя рок и R&B, выпустил «Sorry (I Ran All the Way Home)» группы Impalas. Холмс также написал заглавную песню к телесериалу «Международный детектив».
В начале 1960-х он перешёл в United Artists Records, где внес вклад во многие сборники тем из фильмов, выпустил альбомы под своим именем и поддержал ряд певцов, в частности, Конни Фрэнсис, Глорию Линн, Ширли Бэсси и пуэрториканских певцов, таких как Тито Родригес и Чучо Авелланет. Кроме того, он продюсировал альбомы для ряда артистов United Artists, включая Briarwood Singers. Он также работал над музыкой для молодёжной комедии 1977 года «Куриные хроники».
Холмс умер в медицинском центре Cedars-Sinai в Лос-Анджелесе, Калифорния, в возрасте 72-х лет.